# Uzès
Uzès é uma comuna francesa na região administrativa de Occitânia, no departamento de Gard. Estende-se por uma área de 25,41 km². Em 2010 a comuna tinha 8 764 habitantes (densidade: 344,9 hab./km²).